# Buechberg
Buechberg är en kulle i Schweiz.   Den ligger i distriktet Bezirk March och kantonen Schwyz, i den östra delen av landet, 110 km öster om huvudstaden Bern. Toppen på Buechberg är 634 meter över havet, eller 209 meter över den omgivande terrängen. Bredden vid basen är 4,4 km.
Terrängen runt Buechberg är varierad, och sluttar norrut. Runt Buechberg är det ganska tätbefolkat, med 214 invånare per kvadratkilometer.. Närmaste större samhälle är Rapperswil, 7,1 km väster om Buechberg. 
Omgivningarna runt Buechberg är en mosaik av jordbruksmark och naturlig växtlighet.